# Comté de Hudspeth
Le comté de Hudspeth, en anglais : Hudspeth County, est un comté situé dans l'ouest de l'État du Texas aux États-Unis. Fondé le 19 juin 1917, son siège de comté est la census-designated place de Sierra Blanca. Selon le recensement des États-Unis de 2020, sa population est de 3 202 habitants.  Il est nommé en l'honneur de Claude Benton Hudspeth, un membre du Sénat du Texas.

## Organisation du comté
Le comté est créé le 19 juin 1917, à partir de terres du comté d'El Paso. Il est définitivement organisé et autonome, à la fin de l'année 1917. 
Initialement, le comté était nommé comté de Darlington puis comté de Turney. Il est finalement baptisé, sous son nom actuel, en référence à Claude Benton Hudspeth, sénateur du Texas à El Paso,.

## Géographie
Le comté a une superficie de totale de 11 840,9 km2, composée de 11 838,7 km2 de terres et de 2,1 km2 de zones aquatiques. 
Le fleuve Río Grande forme la frontière avec l'État de Chihuahua au Mexique.

## Comtés limitrophes
|                 | Comté d'Otero     |                                         |
| Comté d'El Paso | comté de Hudspeth | Comté de Culberson, Comté de Jeff Davis |
|                 | Comté de Presidio |                                         |

## Démographie

Pyramide des âges du comté d'Hudspeth (2000).

Lors du recensement de 2010, le comté comptait une population de 4 887 habitants. Elle est estimée, en 2017, à 4 408 habitants,.
| Groupes           | Comté d'Hudspeth | Texas | États-Unis |
| ----------------- | ---------------- | ----- | ---------- |
| Blancs            | 78,8             | 70,4  | 72,4       |
| Autres            | 16,1             | 10,6  | 6,4        |
| Métis             | 2,2              | 2,7   | 2,9        |
| Amérindiens       | 1,4              | 11,9  | 12,9       |
| Asiatiques        | 1,1              | 0,7   | 0,9        |
| Afro-Américains   | 0,5              | 3,8   | 4,8        |
| Total             | 100              | 100   | 100        |
|                   |                  |       |            |
| Latino-Américains | 79,6             | 37,9  | 16,7       |

Selon l'American Community Survey, en 2010, 76,49 % de la population âgée de plus de 5 ans déclare parler l’espagnol à la maison, 22,10 % déclare parler l'anglais, 0,69 %, le gujarati et 0,72 % une autre langue.